# الکنرات
الکنرات (به آلمانی: Elkenroth) یک شهر در آلمان است که در راینلاند-فالتس واقع شده‌است.

## خصوصیات
الکنرات ۱٬۹۵۴ نفر جمعیت دارد.